# Sława (film)
Sława (ang. Fame) – amerykański film muzyczny z 1980 roku w reżyserii Alana Parkera, nagrodzony dwoma Oscarami oraz nagrodą BAFTA. W 2023 roku został wprowadzony do Narodowego Rejestru Filmowego Stanów Zjednoczonych jako film „znaczący kulturowo, historycznie bądź estetycznie”.

## Opis fabuły
Film opowiada o grupie młodzieży uczęszczających do słynnego nowojorskiego liceum dla uczniów ze szczególnymi uzdolnieniami scenicznymi. Pokazuje ich perypetie od ostrej selekcji poprzedzającej przyjęcie do szkoły, aż po jej ukończenie.

## Główne role
- Irene Cara - Coco Hernandez
- Gene Anthony Ray - Leroy Johnson
- Debbie Allen - Lydia
- Eddie Barth - Angelo
- Boyd Gaines - Michael
- Tresa Hughes - Pani Finsecker
- Anne Meara - Pani Sherwood

## Nagrody
Oscary za rok 1980
- Najlepsza muzyka - Michael Gore
- Najlepsza piosenka - Fame - muz. Michael Gore; sł. Dean Pitchford
- Najlepszy scenariusz oryginalny - Christopher Gore (nominacja)
- Najlepsza piosenka Out Here on My Own - muz. Michael Gore; sł. Lesley Gore (nominacja)
- Najlepszy dźwięk - Michael J. Kohut, Aaron Rochin, Jay M. Harding, Christopher Newman (nominacja)
- Najlepszy montaż - Gerry Hambling (nominacja)

Złote Globy 1980
- Najlepsza piosenka - Fame - muz. Michael Gore; sł. Dean Pitchford
- Najlepsza komedia/musical (nominacja)
- Najlepsza muzyka - Michael Gore (nominacja)
- Najlepsza aktorka w komedii/musicalu - Irene Cara (nominacja)

Nagrody BAFTA 1980
- Najlepszy dźwięk - Christopher Newman, Les Wiggins, Michael J. Kohut
- Najlepsza reżyseria - Alan Parker (nominacja)
- Nagroda im. Anthony'ego Asquitha za najlepszą muzykę - Michael Gore (nominacja)
- Najlepszy montaż - Gerry Hambling (nominacja)

### Inne nagrody i nominacje
- nominacja do Cezara dla najlepszego filmu zagranicznego
- nominacja do Grammy dla najlepszego albumu z muzyką filmową

## Produkcja
Film został wyprodukowany przez wytwórnię Metro-Goldwyn-Mayer. W 1986 w ramach sprzedaży części swojej filmoteki, straciła ona prawa do dystrybucji samego filmu (ich właścicielem jest dziś koncern Time Warner), zachowała natomiast możliwość dysponowania znakiem towarowym, co przynosi jej m.in. dochody z innych produkcji opartych na motywach filmu (patrz niżej). Akcja dzieje się w autentycznej nowojorskiej szkole dla uzdolnionej młodzieży - High School of Performing Arts - jednak władze szkoły odmówiły zgody na realizację zdjęć na jej terenie. Budynek szkoły "zagrał" z zewnątrz gmach dawnego kościoła, znajdujący się dokładnie naprzeciwko prawdziwej placówki. Sceny we wnętrzach realizowano w specjalnie zaadaptowanym dawnym budynku szkolnym w Harlemie.

## Powiązania
Fabuła filmu stała się kanwą dla dwóch seriali telewizyjnych, musicalu oraz programu telewizyjnego typu talent show. W 2009 zrealizowano remake filmu, pod tytułem Fame.